# Sura (Ionosphärenforschung)

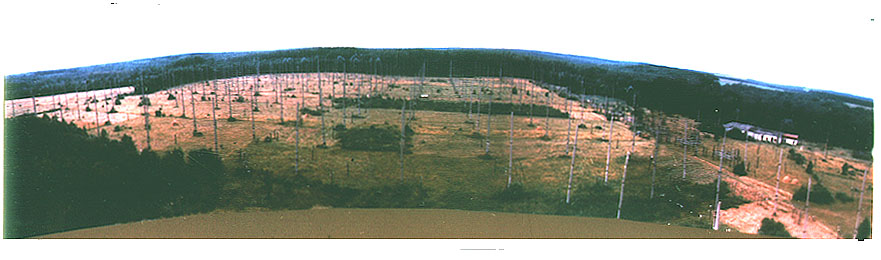
Antennenfeld der Sura-Forschungsstation

Die Sura-Forschungseinrichtung (Ionospheric Heating Facility) ist eine russische Forschungsanlage für Ionosphärenforschung in der Nähe der Siedlung Wassilsursk, die etwa 100 km östlich von Nischni Nowgorod liegt.
Die Anlage wird vom radiophysikalischen Forschungsinstitut NIRFI in Nischni Nowgorod betrieben. Der Name der Anlage leitet sich vom Fluss Sura ab.
Eine dortige leistungsfähige Kurzwellenanlage dient der Erforschung der Ionosphäre und entspricht im Zweck der US-amerikanischen HAARP-Anlage in Alaska, einer weiteren amerikanischen Anlage in Arecibo beziehungsweise einer europäischen Anlage der EISCAT-Forschungsgemeinschaft in der Forschungsstation Ramfjordheide beim norwegischen Tromsø.
Weitere russische Anlagen gibt es in Duschanbe (1 GW Sendeleistung), Montschegorsk (10 MW) und Gorki (20 MW).

## Daten Sendeanlage
Verwendet werden drei zusammengeschaltete Rundfunksender, die ein gemeinsames Antennenfeld versorgen. Die Ausgangsleistungen der einzelnen Sender beträgt jeweils je 250 kW. Als Antennen kommen 12×12 Kreuzdipolantennen zur Anwendung, die zusammengeschaltet in der Mitte des benutzbaren Frequenzbereichs (4,5–9,3 MHz) einen maximalen Zenit-Gewinn von 260 (~24 dB) haben. Die maximale ERP liegt bei 190 MW (~83 dBW). Damit ist diese Anlage sowohl mit der aktuellen Ausbaustufe des amerikanischen HAARP-Projekts als auch mit der EISCAT-Anlage vergleichbar.